# Matra
Matra (акроним от френски: Mécanique Avion TRAction) е бивша френска компания, производител на авиокосмическо оборудване, оръжейни системи, лекото метро VAL, автомобили, велосипеди и други превозни средства, а също така се занимава с производство на телекомуникационно оборудване.
Принадлежала на семейство Флориат. Получава известност в средата на 60-те години на XX век като един от водещите производители на авиокосмически системи и въоръжение. През 1965 г. купува компанията Rene Bonnet, която произвежда спортни и състезателни автомобили и образува компанията Matra Automobiles. Марката Matra става известна чрез производството на гама състезателни и спортни автомобили. Отборът на Matra участва в шампионата Формула 1 и в маратона за издържливост „24 часа на Льо Ман“, като побеждава в последния през 1972, 1973 и 1974 година.
Едноместните състезателни автомобили на компанията постигат успех главно във Формула 1, управлявани от Джеки Стюарт. По-късно компанията разработва свой собствен двигател V12 за спортни автомобили и няколко известни състезателни модела.
През 1994 г. Matra става дъщерно дружество на Lagardère Group, а през февруари 1999 г. Matra Hautes Technologies (MHT), което представлява аерокосмическото, отбранителното и телекомуникационното подразделение на конгломерата, се слива с френската аерокосмическа корпорация Aérospatiale, за да образува Aérospatiale-Matra (сега Airbus). Няколко бивши активи на Matra продължават да работят под името Lagardère.
През 2003 г., след лоши финансови резултати в сектора, Matra Automobiles фалира и нейните активи са разпродадени. Вместо това Matra решава да концентрира ресурсите си върху оставащите си интереси в медийния и космическия сектор.
На 10 юли 2000 г. Aérospatiale-Matra се слива с испанската самолетостроителна компания CASA и германската аерокосмическа фирма DASA, за да стане част от EADS, която впоследствие се превръща в Airbus Group.